# Jorge Gomondai
Jorge João Gomondai (ˈʒɔɾʒ(ɨ) gomondai) (* 27. Dezember 1962 in Chimoio, Mosambik; † 6. April 1991 in Dresden) wurde das erste Todesopfer eines rassistischen Überfalls in Dresden nach der Wiedervereinigung Deutschlands.

## Leben

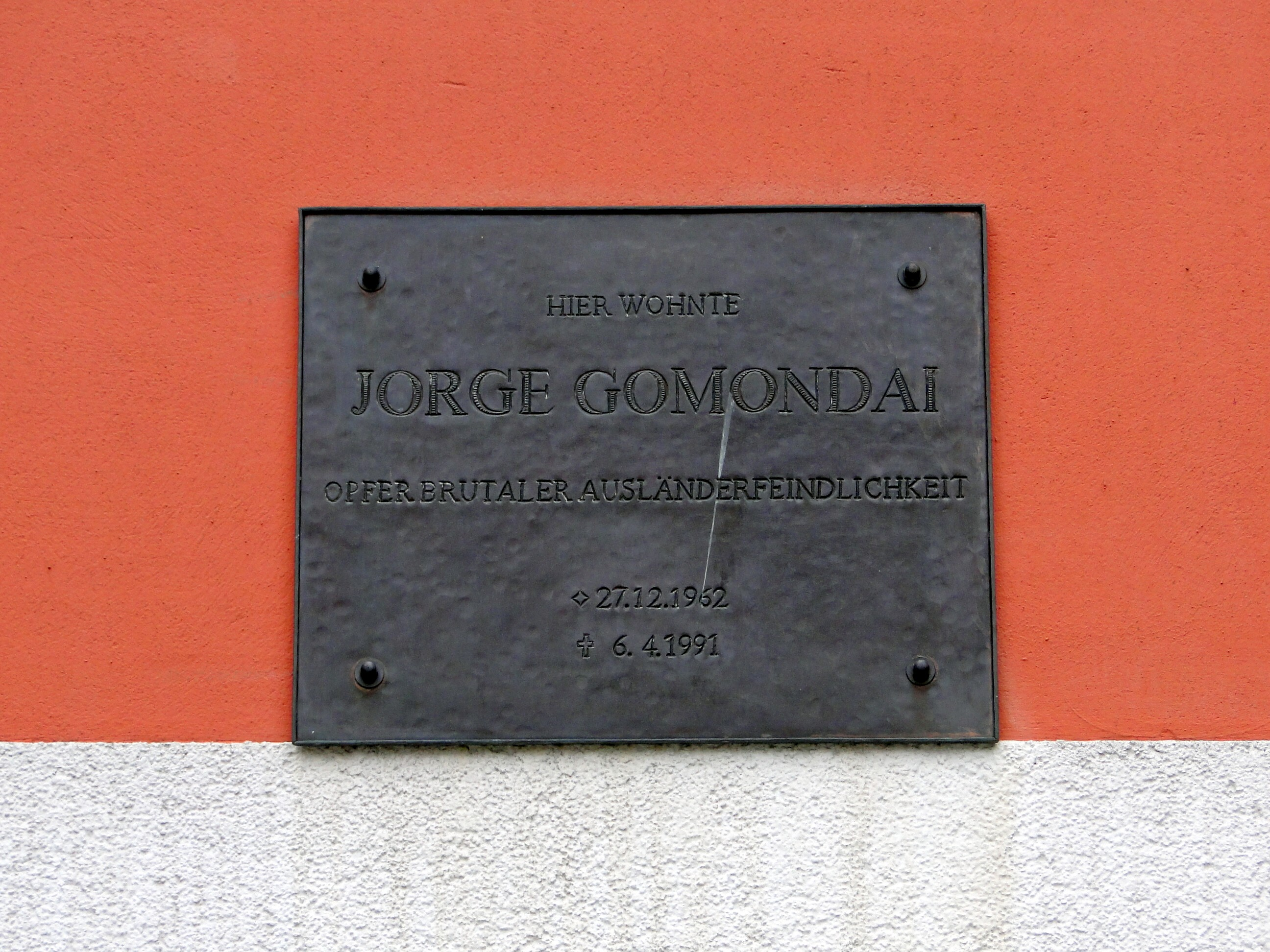
Gedenk-Plakette am Haus Holbeinstraße 42

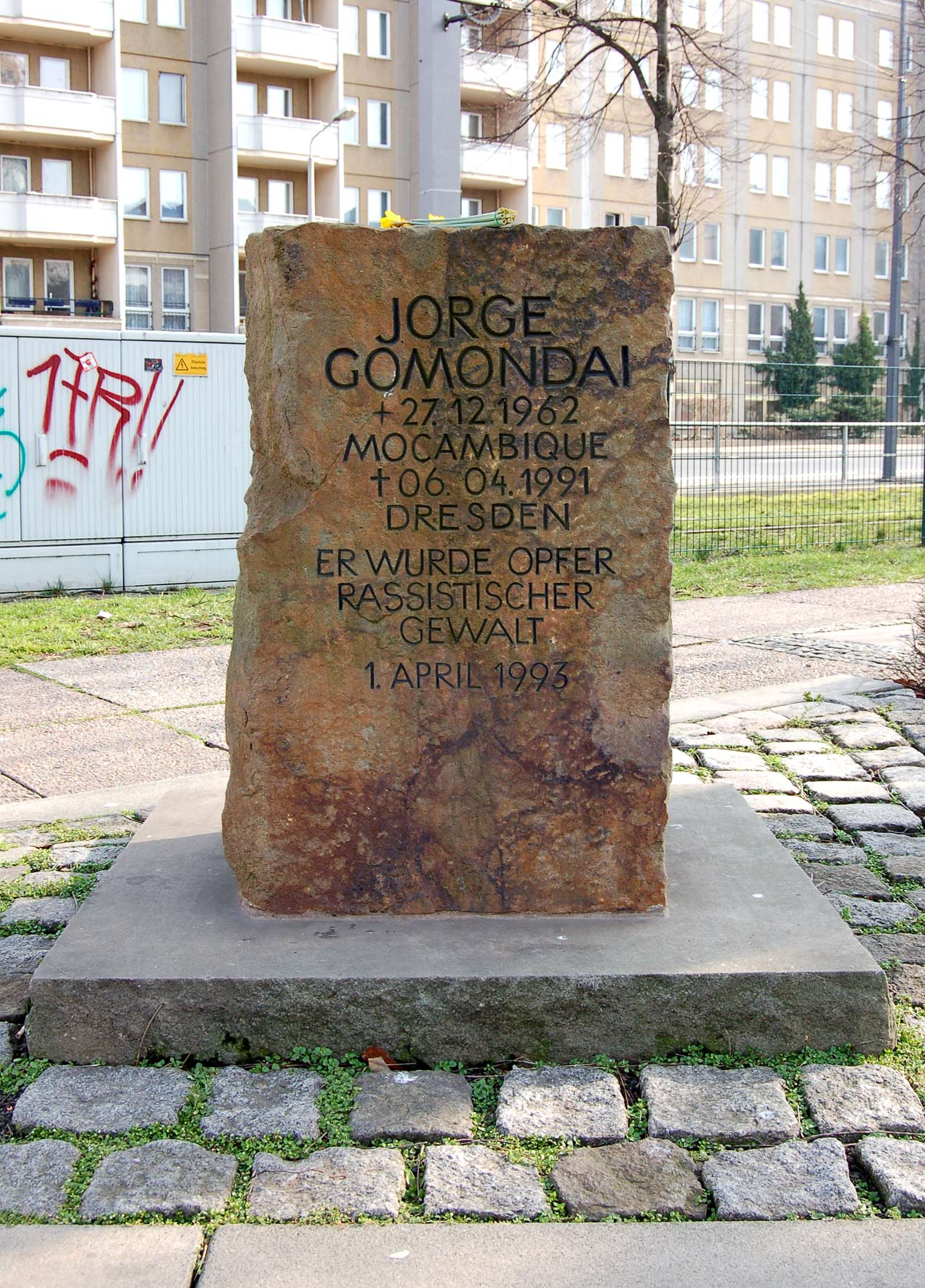
Gomondai-Gedenkstein in Dresden

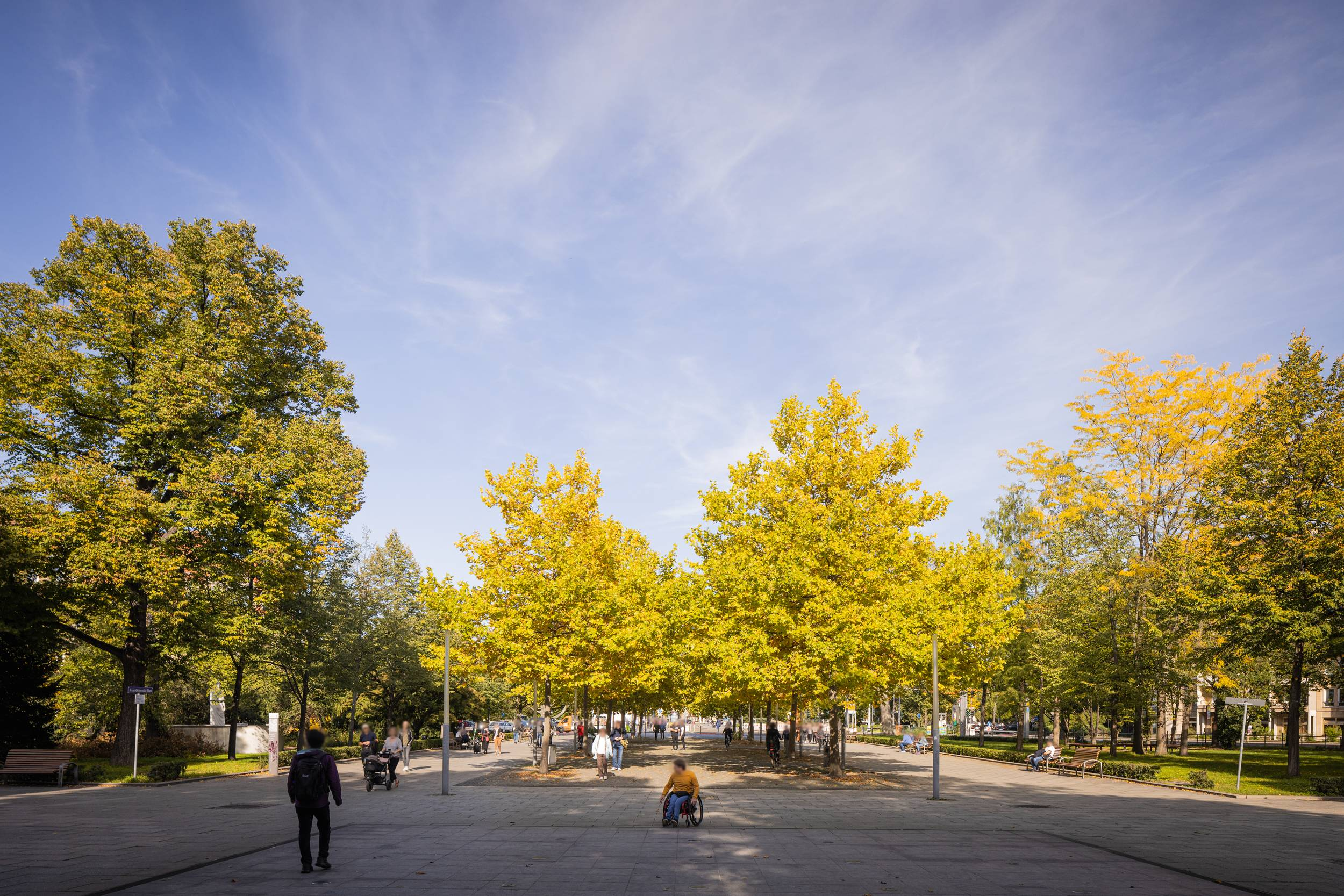
Jorge-Gomondai-Platz (2022)

Jorge Gomondai kam 1962 in Chimoio, Mosambik, zur Welt, wo er gemeinsam mit den Eltern und einem Bruder aufwuchs. Die Familie erlebte den Bürgerkrieg im Land und zog mehrfach in der Region um. Gomondai kam im Alter von 18 Jahren 1981 als Vertragsarbeiter in die DDR. Er lebte zunächst in einem Dresdner Ausländerheim und arbeitete im Schlachthof Dresden. Zuletzt wohnte er in einer Wohnung in der Holbeinstraße 42.

## Überfall
In der Nacht zum Ostersonntag 1991 stieg Jorge Gomondai in der Dresdner Neustadt in den letzten Wagen einer Straßenbahn ein. Es war ca. 4 Uhr nachts, als am Albertplatz eine Gruppe von ca. 14 erkennbar rechtsgerichteten Jugendlichen den gleichen Wagen betrat. Diese wurden schon seit dem Vorabend von einer Polizeistreife beobachtet, da sie randalierend durch den Dresdner Norden gezogen waren. Sofort nach dem Einsteigen wurde Gomondai von einigen Jugendlichen aus der Gruppe rassistisch beleidigt und angegriffen.
Etwa 150 Meter nach Verlassen der Haltestelle bemerkte die Straßenbahnfahrerin, dass während der Fahrt im letzten Wagen eine Tür geöffnet wurde. Sie bremste die Bahn ab, stieg aus und fand Jorge Gomondai neben den Gleisen blutend am Boden liegen. Ein zufällig vorbeifahrendes Taxi hielt ebenfalls am Tatort an. Während der Taxifahrer die Polizei verständigte, leisteten die beiden Insassinnen Erste Hilfe.
Jorge Gomondai wurde sofort in die Medizinische Akademie „Carl Gustav Carus“ gebracht und mehrmals operiert. Der 28-Jährige wachte aus der Bewusstlosigkeit nicht mehr auf und verstarb nach fast einer Woche am 6. April 1991 an den Folgen seiner Kopfverletzungen. Sein Sarg wurde nach Chimoio überführt.
Am 11. April 1991 wurde Gomondais bei einem Trauergottesdienst in der Kreuzkirche gedacht. Anschließend zogen die 7000 Besucher des Gottesdienstes zu der Stelle zwischen Hauptstraße und Albertplatz, an der Gomondai aus der Straßenbahn gestoßen worden war. Störungen durch mit Ketten und Schlagstöcken bewaffnete Rechtsradikale, die den Besuchern des Gottesdienstes faschistische Parolen zuriefen, wurden durch die Polizei nach Handgreiflichkeiten unterbunden.

## Polizeiliche Ermittlungen und Gerichtsprozess
Die polizeilichen Ermittlungen waren zum Teil unzureichend. Da die Polizeibeamten vor Ort von einem alkoholbedingten Sturz ausgingen, wurden kaum Spuren gesichert und auch keine Zeugen vernommen. Die Polizei nahm erst nach dem durch Gomondais Tod einsetzenden Medieninteresse erneut Ermittlungen auf, welche sich über zwei Jahre hinzogen.
Der Prozess gegen die verdächtigen Personen fand auf öffentlichen Druck hin nicht am Dresdner Amtsgericht, sondern am Landgericht Dresden statt. Die gesamte Verhandlung gestaltete sich als überaus schwierig, da die Ermittlungen von einer Reihe von Versäumnissen begleitet wurden: Wegen der unzureichenden Spurensicherung und der fehlenden Personenbefragung direkt am Tatort benötigten die Ermittlungsbehörden eine geraume Zeit, um Tatverdächtige und Zeugen ausfindig zu machen. Darüber hinaus wurde ein Videofilm der späteren Täter ohne Auswertung gelöscht, der Bahnwagen zwischenzeitlich ohne weitere Spurensicherung verschrottet und ein Vernehmungsprotokoll wegen fehlender Unterschriften als ungültig bewertet. Rechtsextremistische Anhänger störten den Prozess wiederholt, indem sie direkt an der Verhandlung teilnahmen oder als vermeintliche Zeugen während des Verfahrens auftraten.
Ging die Staatsanwaltschaft bis kurz vor Ende des Prozesses davon aus, dass Gomondai in der Tatnacht aus Panik selbst aus der Bahn gesprungen sei, wurde im Prozess durch einen Aussteiger aus der Neonaziszene ausgesagt, dass Gomondai „mit vorgehaltenem Messer zu dem tödlichen Sprung aus der fahrenden Straßenbahn gezwungen worden“ sei. Letztlich konnte jedoch laut Gericht nicht endgültig geklärt werden, ob Gomondai aus der Bahn sprang, ob er stürzte oder gestoßen wurde.
Der Prozess endete im Oktober 1993 mit der Verurteilung von drei Angeklagten: Der Hauptangeklagte wurde zu einer Freiheitsstrafe von zwei Jahren und sechs Monaten verurteilt. Die zwei Mitangeklagten erhielten eine Bewährungsstrafe von einem Jahr und sechs Monaten sowie eine Geldstrafe. In allen drei Fällen ging das Gericht im Strafmaß über den Antrag der Staatsanwaltschaft hinaus. Die Ermittlungen gegen acht weitere Verdächtige wurden bereits im Vorfeld eingestellt.

## Gedenken
Jährlich findet am Todestag von Jorge Gomondai ein Gedenkgottesdienst mit anschließender Demonstration am Tatort statt. Organisiert wird dieser Tag vom Ausländerrat Dresden e. V. sowie Kirchen- und Menschenrechtsgruppen. Während der sogenannten „Gomondai-Gedenkwoche“, die am 7. April beginnt, finden zudem unregelmäßig weitere Veranstaltungen statt, darunter Ausstellungen über das Gedenken an Gomondai. Der „Gomondai-Cup“, ein vom Ausländerrat Dresden und dem Fanprojekt des DSC organisiertes Fußballspiel, fand 2008 zum achten Mal statt.
Seit 1993 existiert am einstigen Wohnhaus von Jorge Gomondai in der Holbeinstraße eine Gedenktafel. Im gleichen Jahr wurde am Tatort ein Gedenkstein eingeweiht, der als „Stein des Anstoßes“ anfangs vorläufigen Charakter hatte, aber seitdem als dauerhafter Gedenkort genutzt wird. Der Gedenkstein wurde mehrmals geschändet und umgeworfen.
Im Jahr 1995 wurde von Monika Hielscher und Matthias Heeder der Dokumentarfilm Jorge fertiggestellt und am vierten Todestag Gomondais uraufgeführt. Während der Dreharbeiten stießen die Filmemacher auf eine Mauer aus Schweigen, da sich viele Zeugen aus Angst vor rechtsextremistischen Repressalien nicht öffentlich äußern mochten. Gleichzeitig erfuhren die Eltern von Jorge Gomondai erst durch die Dreharbeiten in Mosambik von den vollständigen Umständen seines Todes.
Nach einem Vorschlag des Ausländerbeirates der Stadt Dresden beschloss der Stadtrat 2006 die Benennung des Platzes in unmittelbarer Nähe des Tatortes in Jorge-Gomondai-Platz. Er wurde am 30. März 2007 im Beisein der Mutter und eines Bruders von Jorge Gomondai sowie des mosambikanischen Botschafters Carlos dos Santos eingeweiht. Es war bundesweit das erste Mal, dass ein Platz nach einem Opfer rassistischer Gewalt benannt wurde.